# Fitz-James
Fitz-James é uma comuna francesa na região administrativa de Altos da França, no departamento de Oise. Estende-se por uma área de 9,65 km². Em 2010 a comuna tinha 2 590 habitantes (densidade: 268,4 hab./km²).